# Rhingia nigra
Rhingia nigra är en tvåvingeart som beskrevs av Macquart 1846. Rhingia nigra ingår i släktet näbblomflugor, och familjen blomflugor. Inga underarter finns listade i Catalogue of Life.